# David Choquet
 (mai 2010).
Si vous disposez d'ouvrages ou d'articles de référence ou si vous connaissez des sites web de qualité traitant du thème abordé ici, merci de compléter l'article en donnant les références utiles à sa vérifiabilité et en les liant à la section « Notes et références ».
Pour les articles homonymes, voir Choquet.
David Choquet né le 5 décembre 1968 à Beauvais est un acteur français.

## Biographie
- 1986 rencontre de Benoît Vitse directeur de la compagnie Guillaume Cale avec lequel il feras ses premières armes et joueras dans plusieurs créations.
  - Au théâtre ce soir, version démolition
  - L'année où Adrianno Panatta a gagné Roland Garros
  - Putain de soleil
  - Atmosphère de fin de règne

Il a tourné pour la télévision dans Plus belle la vie pour France 3, Enguerrand le guerroyeur  pour TF1.

Avec Olivier Ranger, il a co-dirigé la compagnie Vous avez dit biz'art à Avignon pendant sept ans.
Il a suivi une formation de chant au Studio des variétés avec Frédéric Faye, Julia Pelaez, Murielle Magellan,

## Théâtre
- Laurel et Hardy vont au Paradis de Paul Auster, mise en scène Rosanna Ranger
- La Brigade d'intervention sensorielle et gratuite, Cie Vous avez dit biz’art.
- Une femme idéale de John Ryan, aux Pénitents blancs
- Cabaret stupéfiant (Vian, Fréhel, Gainsbourg), avec Stéphane Barrière au piano (rôle chanté)
- Ils sont d'Olivier Ranger
- En v'là d'l'amour, Cie Biren-Barrière, Toulouse, Paris (rôle chanté)
- Bebop-a-lula de Laurent Couvreur, aux Blancs Manteaux
- Garantie à vie, avec Jean-Pierre Durand, Cie K.C. simple.
- Au bal à boulingrin, d’après Georges Courteline
- Comédien, avec Jean-Marie Lehec, Cie Théâtre mineur, d’après Anton Tchekhov.
- Œil de gendarmes n'a pas de larmes de Benjamin Fondane, Paris, Ukraine, Roumanie...
- Dada Land de Benoît Vitse (rôle : Tristan Tzara), Roumanie, Moldavie…
- L'année ou Adriano Panatta a gagné Roland Garros
- Plume & Goudron
- Au théâtre ce soir version démolition! de Benoît Vitse

Mises en scène
- L'Amour aux trousses de David Choquet
- Les Diablogues de Roland Dubillard
- Plume et Goudron d’Emmanuel Perez, au Point-virgule
- Larguez les amarres ! d’Olivier Ranger (comédie musicale)
- Avec Olivier Ranger, direction de trois événementiels avec plus de trente artistes, danseur, comédien, plasticien :
  - Comme c'est biz'art
  - Midi-minuit
  - Fabrika gemellus

## Filmographie
Télévision
- 1998 : Enguerrand le Guerroyeur de Bruno Dumont, TF1
- 2013 : Plus belle la vie (France 3) : employé de mairie

Courts métrages
- Le Côté noj de la Force de Bastien Viltart
- Home Sweet Home d’Aurélie Lejon
- FFF de tongue de Chantal Derain
- Le Docteur d'or de François Bernier